# NGC 2336
NGC 2336 est une vaste galaxie spirale intermédiaire située dans la constellation de la Girafe. NGC 2336 été découverte par l'astronome allemand Wilhelm Tempel en 1876. 

## Caractéristiques
La classe de luminosité de NGC 2336 est II-III et elle présente une large raie HI. C'est une galaxie active de type Seyfert 2 et son bulbe occupe un espace restreint (retired nucleus ).
En raison d'une brillance de surface égale à 14,01 mag/am2, on peut qualifier NGC 2336 de galaxie à faible brillance de surface (LSB en anglais pour low surface brightness). Les galaxies LSB sont des galaxies diffuses (D) avec une brillance de surface inférieure de moins d'une magnitude à celle du ciel nocturne ambiant.

### Distance
Sa vitesse par rapport au fond diffus cosmologique est de 2 195 ± 1 km/s, ce qui correspond à une distance de Hubble de 32,4 ± 2,3 Mpc (∼106 millions d'al).
À ce jour, une vingtaine de mesures non basées sur le décalage vers le rouge (redshift) donnent une distance de 27,530 ± 8,703 Mpc (∼89,8 millions d'al), ce qui est à l'intérieur des valeurs de la distance de Hubble. Notons cependant que c'est avec la valeur moyenne des mesures indépendantes, lorsqu'elles existent, que la base de données NASA/IPAC calcule le diamètre d'une galaxie et qu'en conséquence le diamètre de NGC 2336 pourrait être d'environ 69,8 kpc (∼228 000 al) si on utilisait la distance de Hubble pour le calculer.

### Morphologie
NGC 2336 a été utilisée par Gérard de Vaucouleurs comme une galaxie de type morphologique SAB(rs)bc dans son atlas des galaxies,.
Wolfgang Steinicke et le professeur Seligman classent cette galaxie comme une spirale barrée, mais la présence d'une barre sur les images est loin d'être évidente, en particulier sur le gros plan réalisé par le télescope spatial Hubble.

## Trou noir supermassif
Selon un article basé sur les mesures de luminosité de la bande K de l'infrarouge proche du bulbe de NGC 2336, on obtient une valeur de 107,5 {\displaystyle M_{\odot }} (32 millions de masses solaires) pour le trou noir supermassif qui s'y trouve.

## Supernova
La supernova SN 1987L a été découverte le 16 aout 1987 dans NGC 2336 par l'astronome amateur américain Dana Patchick le 16 août 1987. Cette supernova était de type II. 

## Galerie

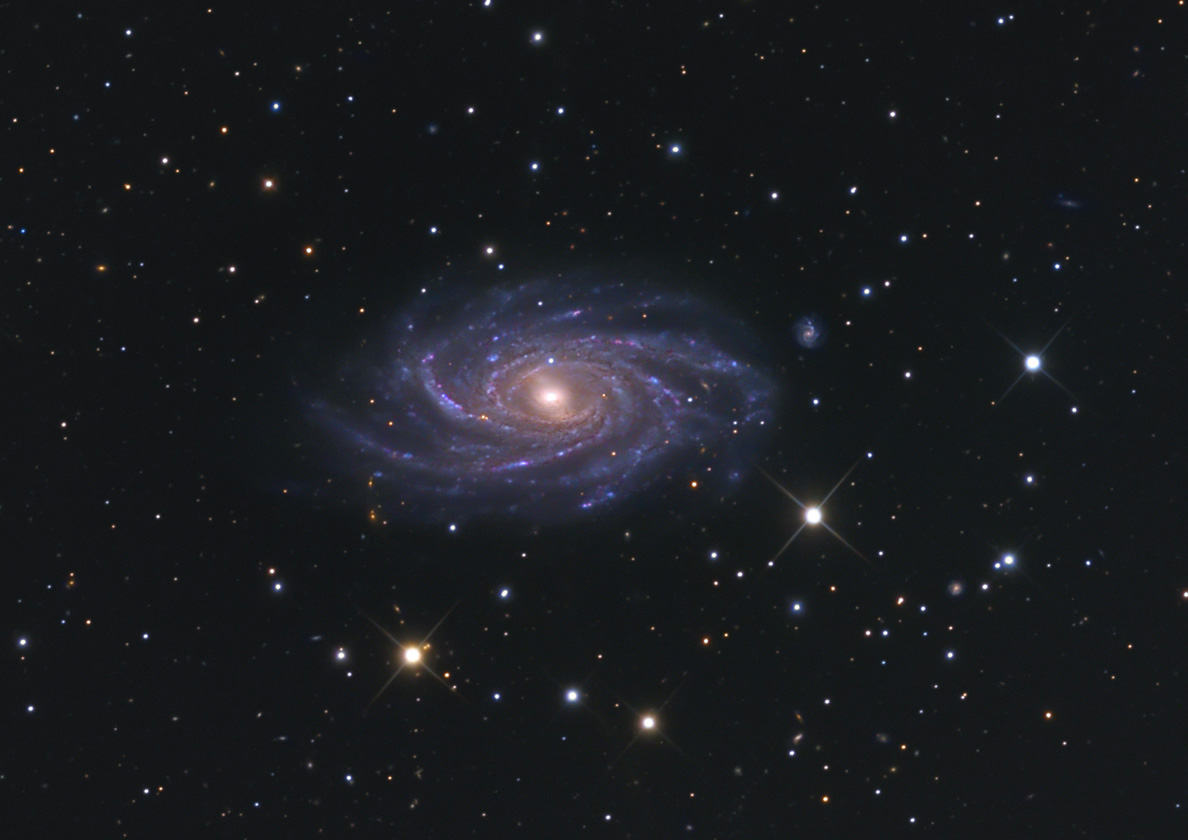
NGC 2336 par Adam Block (Mount Lemmon SkyCenter/University of Arizona).
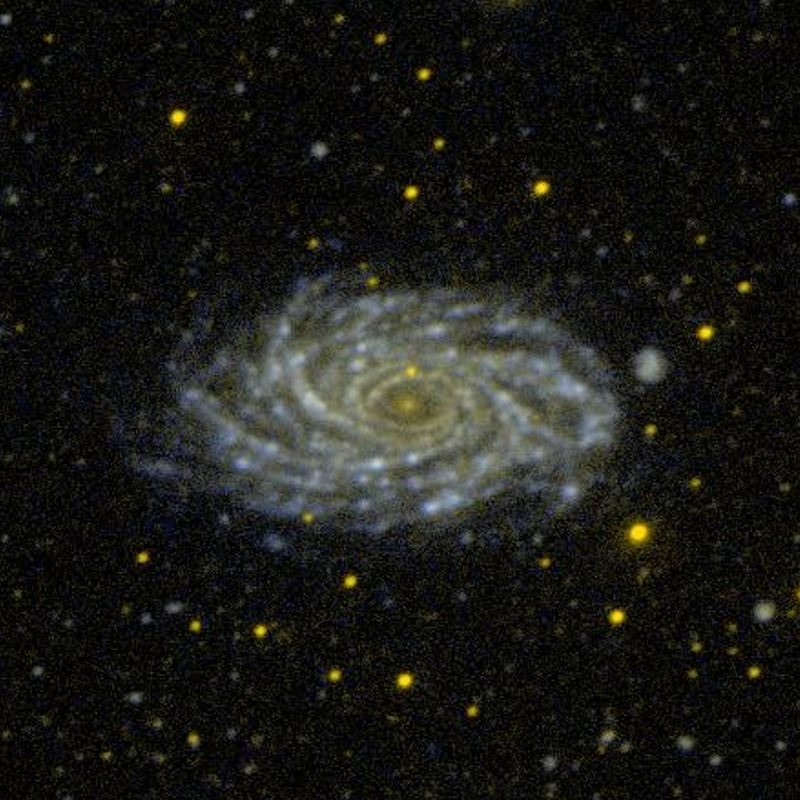
NGC 2336 par le télescope spatial GALEX.
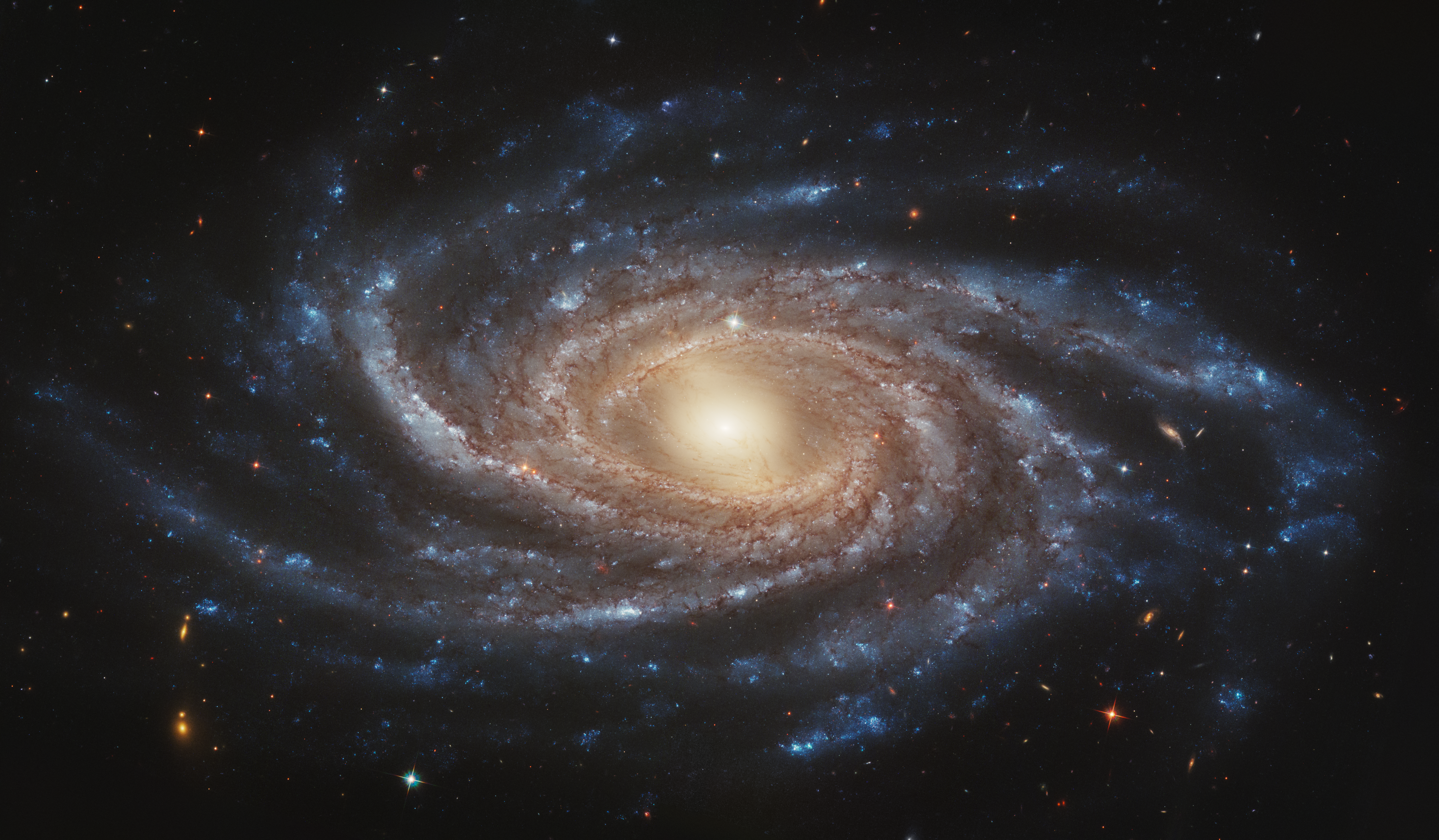
NGC 2336 par le télescope spatial Hubble.